# Richard Hilton
Richard Howard Hilton (ur. 17 sierpnia 1955 w Los Angeles, Kalifornia) – amerykański przedsiębiorca. Jest ojcem Paris Hilton, Nicky Hilton, Barrona Hilton, Conrada Hilton

## Życiorys
Richard Hilton urodzony w Los Angeles jest szóstym z ośmiorga dzieci Barrona Hiltona i Marilyn June Hawley. Jego rodzeństwo to: William Barron Hilton Jr. (ur. 1948), Hawley Anne Hilton (ur. 1949), Stephen Michael Hilton (ur. 1950), David Alan Hilton (ur. 1952), Sharon Constance Hilton (ur. 1953), Daniel Kevin Hilton (ur. 1962) i Ronald Jeffrey Hilton (ur. 1963). Fortuna jego ojca jest szacowana na 2,3 mld dolarów. 
Rodzina
24 listopada 1979 Richard poślubił Kathy Richards. Mają czworo dzieci:
- Paris Whitney Hilton urodzona 17 lutego 1981 r. w Nowym Jorku
- Nicholai "Nicky" Olivia Hilton urodzona 5 października 1983 r. w Nowym Jorku
- Barron Hilton urodzony 7 listopada 1989 r.
- Conrad Hughes Hilton urodzony 3 marca 1994